# José Carlos Azevedo
José Carlos Azevedo (Pedro Juan Caballero, 12 de agosto de 1950) é um político, professor, jornalista e economista paraguaio, intendente da cidade de Pedro Juan Cabellero.
José Carlos Azevedo nasceu em um pequeno bairro de Pedro Juan Caballero, numa família de classe média. É casado e tem um filho.[carece de fontes?]